# 戦場に咲く花
『戦場に咲く花』（せんじょうにさくはな、原題：葵花劫）は、蒋欽民（ジャン・チンミン）監督による2000年に制作された日中合作の戦争映画。

## キャスト
- 菊地浩太郎 - 緒形直人 ： 満州の小さな駅（伊馬廟駅）で助役を務めながら療養中の傷痍軍人、元ベルリンオリンピック馬術競技代表
- 平岡 - 平田満 ： 菊地が死体で見つかった事件の捜査を行うために派遣された憲兵隊副隊長
- 駅長 - 王学圻 ： 伊馬廟駅の駅長
- 駅長の妻 - 王蘭 ： 駅長の妻
- 大崔 - 丁海峰 ： 伊馬廟駅で働く作業員
- 大頭辮 - 張慧科 ： 駅長夫婦に育てられている孤児

## ストーリー
1944年秋、満州白頭山地区にある南満州鉄道の伊馬廟駅で、助役の菊地が死体となって発見された。駆けつけた憲兵隊は駅にいた4人の中国人（駅長、駅長の内縁の妻、孤児の少年、作業員）を取り調べる。
取調べを行ううちに、全員に動機があることがわかってくるものの、4人とも殺害を否定する。一方で、一人異国の地で療養する菊地の孤独や苦悩も浮かび上がってきた。「英雄」とも呼ばれた菊地の謎の死は誰の手によるものなのか、それとも自殺なのだろうか。